# Procédure d'adhésion du Portugal à la Communauté économique européenne
La procédure d'adhésion du Portugal à la Communauté économique européenne est le processus qui a permis au Portugal de rejoindre la CEE (devenue l'Union européenne en 1993) le 1er janvier 1986. La Communauté économique européenne s'est ainsi élargie à 12 États (le Portugal étant entré en même temps que l'Espagne).

## Historique
Les démarches des Portugais afin de rejoindre la Communauté économique européenne sont initiées dès la mort d'António de Oliveira Salazar en 1968 et la fin de son régime dictatorial, l'Estado Novo. L'obligation d'avoir un régime politique démocratique stable constitue le préalable au dépôt de la demande d'adhésion du pays par Mário Soares le 28 mars 1977.
Après négociations, le Portugal entre dans la CEE le 1er janvier 1986, avec l'Espagne et quitte l'Association européenne de libre-échange. Cette adhésion a permis de consolider la transition démocratique et de favoriser un développement économique rapide. L'apport massif de capitaux étrangers, aussi bien grâce aux aides communautaires que grâce aux investissements favorisés par l'ouverture au marché commun européen, ont permis une modernisation de la structure économique.
La volonté de se tourner vers l'Europe se retrouve dans la participation active du pays au développement de grands projets européens : l'espace Schengen, l'euro ou encore le soutien à l'intégration des démocraties post-communistes. Le pays a profité des fonds structurels et de cohésion finançant plus de 35 000 projets. Le PIB par habitant est passé de moins de 7 000 euros en 1986 à 19 000 euros en 2008. Dans le même temps, les relations avec l'Espagne, le Brésil et les anciennes colonies africaines se redéveloppent ; l'Espagne devient le principal partenaire économique du pays, le Portugal se range parmi les premiers investisseurs étrangers au Brésil et le processus de normalisation des relations avec les nouveaux États africains issus de la décolonisation portugaise permettant la création de la Communauté des pays de langue portugaise (CPLP) et des échanges plus importants (commerciaux, politiques, culturels, etc.).

## Compléments